# Équipe de Panama féminine de volley-ball
L'équipe de Panama de volley-ball féminin est composée des meilleures joueuses panaméennes sélectionnées par la Fédération Panaméenne de Volleyball. Elle est actuellement classée au 82e rang de la FIVB au 15 janvier 2010.

## Palmarès et parcours

### Palmarès
Néant.

### Parcours

#### Championnat d'Amérique du Nord
| - 1969 : 7e - 1971 : Non qualifié - 1973 : Non qualifié - 1975 : Non qualifié - 1977 : Non qualifié - 1979 : Non qualifié - 1981 : Non qualifié - 1983 : Non qualifié - 1985 : 8e - 1987 : Non qualifié | - 1989 : Non qualifié - 1991 : Non qualifié - 1993 : Non qualifié - 1995 : Non qualifié - 1997 : Non qualifié - 1999 : Non qualifié - 2001 : Non qualifié - 2003 : Non qualifié - 2005 : Non qualifié - 2007 : Non qualifié | - 2009 : Non qualifié - 2011 : 9e - 2013 : Non qualifié - 2015 : Non qualifié - 2017 : Non qualifié - 2019 : Non qualifié - 2021 : Non qualifié |